# Дашино (Калузька область)
Дашино (рос. Дашино) — село в Мосальському районі Калузької області Російської Федерації.
Населення становить 100 осіб. Входить до складу муніципального утворення Село Дашино.

## Історія
Від 2004 року входить до складу муніципального утворення Село Дашино.

## Населення
| 2002 | 2010 |
| ---- | ---- |
| 140  | ↘100 |